# 香港高級補充程度會考數學與統計學
香港高級補充程度會考數學與統計學(英語：HKASL Mathematics and Statistics)是昔日一個在香港教育制度內的大學預科高等數學課程，公開考試在1994年至2013年間由香港考試及評核局(HKEAA)舉辦。

## 歷史及概述
1994年，第一屆由香港考試局（今香港考試及評核局）舉辦的香港高級補充程度會考數學與統計學考試舉行。
在2012年為最後一屆開放予應屆學校考生參加。在香港中學文憑考試中，香港高級程度會考應用數學科的卷二統計及數值分析部份，及香港補充高級程度會考「數學與統計學科」內容整合到香港中學文憑考試數學科延伸部分單元一（M1，微積分與統計）。
2013年，為自修生舉行的最後一屆香港高級程度會考舉行。

## 課程設計及内容
| 香港高級補充程度會考數學與統計學課程綱要（1992年頒布） |
| 單元 1 排列和組合                                      |
| 單元 2 二項展式                                        |
| 單元 3 指數函數                                        |
| 單元 4 對數函數                                        |
| 單元 5 極限和導數                                      |
| 單元 6 微分法                                          |
| 單元 7 微分法的應用                                    |
| 單元 8 不定積分法                                      |
| 單元 9 定積分法                                        |
| 單元 10 基本統計學的量度及其悉義                       |
| 單元 11 樣本空間、事件和概率                           |
| 單元 12 續概率                                         |
| 單元 13 伯努利、二項、幾何及泊松分佈                   |
| 單元 14 正態分佈和應用                                 |
| 單元 15 總體參數和樣本統計量                           |
| 單元 16 頻數分佈和擬合概率分佈之比較                   |

## 另見
- 香港中學會考附加數學科
- 香港高級程度會考應用數學科
- 香港高級程度會考純粹數學科
- 香港中學文憑考試數學科延伸部分